# اچ‌ام‌اس روپرت (۱۶۶۶)
اچ‌ام‌اس روپرت (۱۶۶۶) (به انگلیسی: HMS Rupert (1666)) یک کشتی بود که طول آن ۱۱۹ فوت (۳۶ متر) بود.